# Lithosia dives
Lithosia dives là một loài bướm đêm thuộc phân họ Arctiinae, họ Erebidae.